# (500102) 2012 BX70
(500102) 2012 BX70 es un asteroide perteneciente al cinturón de asteroides, descubierto el 21 de enero de 2012 por el equipo del Spacewatch desde el Observatorio Nacional de Kitt Peak, Arizona, Estados Unidos.

## Designación y nombre
Designado provisionalmente como 2012 BX70.

## Características orbitales
2012 BX70 está situado a una distancia media del Sol de 2,413 ua, pudiendo alejarse hasta 2,715 ua y acercarse hasta 2,110 ua. Su excentricidad es 0,125 y la inclinación orbital 0,536 grados. Emplea 1369,16 días en completar una órbita alrededor del Sol.

## Características físicas
La magnitud absoluta de 2012 BX70 es 18,3.